# Сыпь

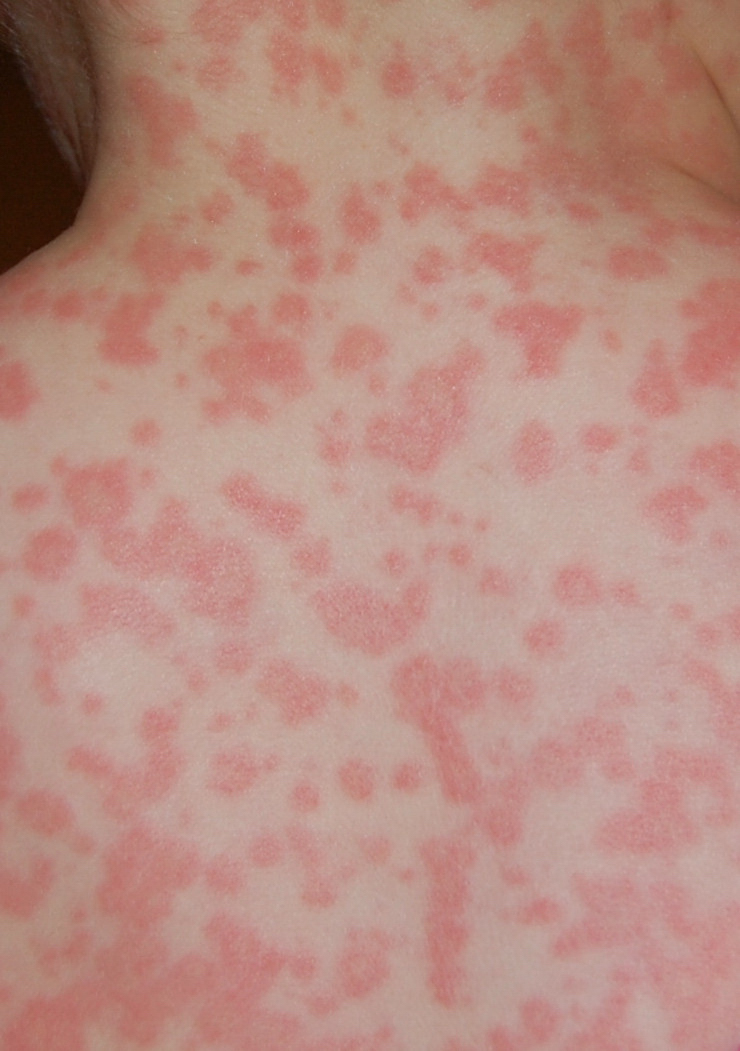
Аллергическая сыпь после введения амоксициллина

Сыпь — патологические элементы на коже и слизистых оболочках, отличающиеся от нормальной кожи (слизистой оболочки) цветом, текстурой, внешним видом и многим другим. Сыпь может состоять из первичных элементов, которые возникают непосредственно на здоровой коже (слизистой оболочке), и из вторичных, появляющихся на месте первичных. Различные сочетания первичных и вторичных элементов обуславливают специфическую картину сыпей при различных заболеваниях.

## Патоморфология
Патологические элементы подразделяют на первичные и вторичные.
Первичные элементы — это высыпания, появляющиеся на неизмененной коже, могут быть полостными (имеющие полость, заполненную серозным, кровянистым или гнойным содержимым) и бесполостными.
Вторичные элементы — появившиеся в результате изменения первичных элементов кожных высыпаний.

### Первичные морфологические элементы сыпи
- Бугорок (лат. tuberculum)[2] — элемент, без полости, залегает глубоко в дерме, размеры от 0,5 до 1 см в диаметре, над элементом окраска и рельеф кожи изменены, оставляет после себя рубец или рубцовую атрофию. Может изменяться до образования язвы.
- Волдырь (лат. urtica)[3] элемент без полости, округлых или неправильных очертаний, розового цвета, иногда с белесоватым оттенком в центре, возникает из-за отёка сосочкового слоя дермы, существует от нескольких минут до нескольких часов. Сопровождается зудом. Исчезает бесследно.
- Папула, или узелок (лат. papula)[4] бесполостной элемент, с изменённой окраской кожи, разрешающийся бесследно. По глубине залегания бывают эпидермальные, дермальные и эпидермодермальные. Узелки могут быть воспалительные и невоспалительные. В зависимости от размера узелки бывают милиарными 1—3 мм в диаметре, лентикулярными 0,5—0,7 см в диаметре и нумулярными 1—3 см в диаметре.
- Пузырёк (лат. vesicula)[5] − элемент, имеющий дно, покрышку и полость, размером до 0,5 см в диаметре, с серозным или серозно-геморрагическим содержимым. Могут быть однокамерные или многокамерные. Пузырьки могут располагаться интраэпидермально (в эпидермисе) или субэпидермально (под эпидермисом). При вскрытии образуются эрозии.
- Пузырь (лат. bulla)[6] — элемент, состоящий из дна, покрышки и полости, более 0,5 см в диаметре, с серозным или геморрагическим содержимым. Может располагаться субэпидермально и интраэпидермально. После вскрытия образуются эрозии.
- Пустула или гнойничок (лат. pustula)[7] — элемент с гнойным содержимым. По расположению в коже различают поверхностные и глубокие, фолликулярные и нефолликулярные.
  - Поверхностные нефолликулярные пустулы — фликтены — имеют покрышку, дно и полость с мутноватым содержимым, и покраснением вокруг. Они располагаются в эпидермисе и внешне выглядят как пузыри. При регрессе образуются корки, после которых остается временная депигментация или гиперпигментация .
  - Глубокие нефолликулярные пустулы — эктимы — формируют язвы с гнойным дном, после себя оставляют рубцы.
  - Поверхностные фолликулярные пустулы захватывают 2/3 фолликула, располагаются в эпидермисе или сосочковом слое дермы, имеют конусовидную форму, размер — 1-5 мм, с волосом в центре. На месте их вторичных элементов не остаётся.
  - Глубокие фолликулярные пустулы захватывают весь волосяной фолликул и располагаются в пределах всей дермы. В центре формируется один (фурункул) или несколько (карбункул) некротических стержней. На их месте образуется рубец.
- Пятно (лат. macula)[8] Локальное изменение цвета кожи покрова. Пятна бывают сосудистые — воспалительные или невоспалительные, пигментные и искусственные (татуаж).[9]
- Узел (лат. nodus)[9] — элемент без полости с инфильтрацией, залегает глубоко в дерме или гиподерме и имеет большие размеры (от 2 до 10 см и более в диаметре). Узлы могут быть воспалительные и невоспалительные. На месте узла формируется рубец.
- Розеола (лат. roseola) — пятнышко бледно-розового, красного цвета размером от 1 до 5 мм, неправильной или округлой формы, края чёткие или размытые, над уровнем кожи не выступает, исчезает при надавливании и растяжении кожи. Розеола встречается при многих инфекционных заболеваниях, особенно типична для брюшного тифа.
- Геморрагия (лат. haemorrhagia) — кровоизлияние в кожу в результате деструкции сосудов кожи. Имеет вид точек или пятен различной величины и формы, не исчезает при растягивании кожи.

### Вторичные морфологические элементы сыпи
- Атрофия кожи (лат. atrophia)
- Вегетация (лат. vegetatio) — разрастание эпителия и сосочкового слоя дермы.[10]
- Гиперпигментация (лат. hyperpigmentatio) — изменение окраски участков кожного покрова (обычно потемнение, изменение оттенка), связанное с увеличением количества меланина или накоплением гемосидерина на месте исчезнувших первичных элементов.
- Дисхромии кожи (лат. dyschromia cutis)[11]
- Депигментация (лат. depigmentatio) — временное или постоянное стойкое обесцвечивание участков кожи после исчезновения некоторых первичных высыпаний, возникающая вследствие понижения уровня меланина.
- Лихенификация (лат. lichenificatio) — это очаг усиленного рисунка кожи, которая утолщена, сухая, пигментирована или имеет розоватый оттенок. Видны ромбовидные узелки, окруженные глубокими линейными бороздами. Иногда очаг покрыт ссадинами, геморрагическими мелкими корочками, образующимися во время расчесов. Лихнефикация возникает при хронических дерматозах, сопровождающихся сильным зудом, чаще при экземе и нейродермите. Излюбленная локализация — шея, подколенные и локтевые сгибы, паховые складки.[12]
- Рубец (лат. cicatrix)[13]
- Ссадина или экскориация (лат. excoriatio)[14] — это поверхностный дефект кожи, возникающий вследствие царапин, расчёсов, других травм. Имеют большую склонность к инфицированию.[12]
- Струп образуется при высыхании содержимого пузырьков, гнойничков, а также серозного, гнойного или кровянистого отделяемого эрозий и язв. Цвет его различный и зависит от характера сформировавшего их экссудата.[12]
- Трещины (лат. fissura) и надрывы (лат. rhagades)[15] возникают вследствие нарушения целостности кожи из-за потери её эластичности. Обусловлены воспалением или перерастяжением кожи. Трещины обычно имеют линейную форму. Расположены они в пределах как рогового слоя, так и всего эпидермиса и поверхностных слоев дермы. Поверхностные трещины после своего заживления не оставляют следов, а после глубоких трещин остаются линейные рубцы.[12]
- Чешуйки (лат. squama)[16] представляют собой разрыхлённые, потерявшие между собой связь, склеенные роговые пластинки. По форме и величине они могут быть отрубевидные, когда кожа как бы присыпана мукой, и пластинчатые. Цвет чешуек разнообразный — белый, серый, бурый, жёлтый.[12]
- Эрозия (лат. erosio)[14]
- Язва (лат. ulcus)[17]
- Бляшка (лат. tubula) уплощенное образование на коже диаметром более 5 мм, приподнятое над уровнем кожи. Бляшки образуются при слиянии папул и могут иметь чёткие границы (например, при псориазе), либо сливаться с окружающей кожей (например, при различных дерматитах).

## Инфекционные заболевания
- Сыпной тиф
- Пятнистая лихорадка Скалистых гор

## Диагностика
Диагностика проводится комплексно. Собирается анамнез, выясняется, были ли подобные эпизоды ранее, страдал ли кто-либо из родственников подобными заболеваниями, чем, по мнению больного, вызвана сыпь.
Важную роль играют субъективные жалобы больного, наличие зуда, болей, дискомфорта, их интенсивность и периодичность. Для адекватной оценки сыпи кожа больного осматривается в прямом и проходящем свете.

## Прогноз
Прогноз для жизни и трудоспособности условно благоприятный, несмотря на субъективный дискомфорт, объективно имеется минимальная угроза жизни, в некоторых случаях в случае выраженности процесса трудоспособность снижена. В тех случаях, когда синдром сыпи при заболевании не является ведущим, прогноз определяется наличием и выраженностью прочих клинических синдромов.